# Lacs d'Avigliana
Les Lacs de Veillane sont deux lacs d'origine glaciaire, situés sur le territoire de la commune italienne de Veillane, dans la région du Piémont. Le plus grand est le lago Grande et l'autre le lago Piccolo.